# Саломатово (Кемеровская область)
Саломатово — деревня в Яшкинском районе Кемеровской области, входит в Ленинское сельское поселение.
Расположена на правом берегу Томи в 90 км к северо-западу от города Кемерово и в 65 км к югу от Томска. Высота над уровнем моря 95 м. Соседние населённые пункты — Иткара в 2,5 км на северо-запад и Кулаково в 3,5 км на юг, райцентр примерно в 32 км восточнее.
Действует средняя общеобразовательная школа.

## Население
| 2010 |
| ---- |
| 358  |

## Археологические памятники
Поселения Саломатово-1/2/3/4/5/6/7 на правом берегу Томи, открыты Добжанским В.Н. в 1979 году:
- Саломатово-1. Неопределенного времени, на второй цокольной террасе в 0,9 км выше села. В обнажениях террасы собраны осколки глиняной посуды.
- Саломатово-2. На второй цокольной террасе в 0,6 км от села. Собраны фрагменты глиняной посуды эпохи раннего средневековья.
- Саломатово-3. В 400-500 м от села, на второй надпойменной террасе около 15 м высотой. Собраны фрагменты глиняной посуды эпохи ранней бронзы.
- Саломатово-4. На второй надпойменной террасе в 300 м выше по Томи. Собраны фрагменты глиняной посуды эпохи ранней бронзы.
- Саломатово-5. На 50-70 м выше от предыдущего. Собраны отщепы из кремнистого сланца эпохи ранней бронзы.
- Саломатово-6. На второй надпойменной террасе на южной окраине села. Территория сильно разрушена береговыми оврагами. Собраны отщепы из кремнистого сланца.
- Саломатово-7. На второй надпойменной террасе на южной окраине села в 50 м вышеописанного. Собраны отщепы из кремнистого сланца эпохи поздней бронзы.